# M-84A4
M-84A4 ili M-84A4 Snajper ime je za hrvatski tenk kojeg proizvodi tvrtka "Đuro Đaković" iz Slavonskog Broda. Tenk M-84A4 je poboljšana inačica tenkova M-84A i M-84AB, a najveće unaprjeđenje jest novi sustav za upravljanje vatrom (SUV), ugradnja boljeg stabilizirajućeg mehanizma ciljničke sprave i glavnog topa, laserski daljinometar. Oklop, motor, prijenos, smještaj bojnih naboja u M-84A4 ostalo je isto kao i u M-84A/M-84AB. Zanimljivo je dodati da na oklopnoj šasiji M-84A4, hrvatski stručnjaci napravili su nekonvencionalni prototip tenka M95 Cobra, koji je imao dizalicu na kojoj su bile montirane ciljničke sprave skupa s protuoklopnim raketama (PO).

### Vatrena moć
Osnova vatrene moći M-84A4 je top 2A46 kalibra 125 mm s automatskim punjačem. Sustav za usmjeravanje paljbe Omega-84 (temeljen na SUP-u slovenske tvrtke Fotona) omogućava pogađanje cilja iz pokreta. Glavni dijelovi Omege su stabilizirana ciljanička naprava SCS-84, senzori vjetra, smjera, nagiba, digitalno balističko računalo te laserski daljinomjer. Laserski daljinomjer ima opseg mjerenja do 10 Km i točnosti +/– 7,5 m. 

### Oklopna zaštita
Oklopna zaštita M-84A4 je na razini originalnog T-72 što je nedostatno za suvremeni tenk. Kupola ne može zaštiti posadu od suvremenih potkalibarnih penetratora i kumulativnih bojnih glava. 

### Pokretljivost
U M-84A4 se mogu ugraditi dva motora različite snage. Slabiji motor V46-6 ima 780 KS, a jači motor V-46TK ima 1000 KS koji može postići 65 km/h. V-46TK je 12-cilindrični, četverotaktni, višegorivi i vodom hlađeni motor. Temeljno gorivo je dizel, a može puniti i benzin do 72 oktana i mlazno gorivo.